# Arg-e Ali Shah

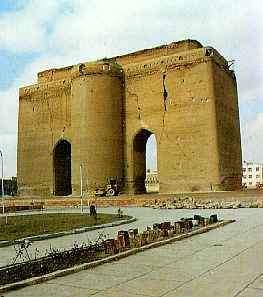
Arg-e Ali Shah

Arg-e Ali Shah, ook wel bekend als Arg-e Tabriz of Masjid Alishah, is een overblijfsel van een moskee in het centrum van Tabriz, gebouwd in Ilkhanaatperiode.

## Historie
De bouw van de Arg-e Ali Shah is begonnen in de 14e eeuw ten tijde van het Il-kanaat, op advies van Taj-edin-Jahanshah. Het was de bedoeling een moskee bouwen. Maar de bouw werd gestopt na de dood van Taj-edin-Jahanshah. Dit kwam door de instorting van het dak van de moskee. 
Later werd de Arg-e Ali Shah gebruikt als school tijdens het Safawidentijdperk. Tijdens de bezetting van Tabriz door de Ottomaanse Turken is de Arg verder geruïneerd. In de 19e eeuw, tijdens de Qajardynastie werd de Arg gebruikt als militaire opslagplaats voor het Iraanse leger tijdens de Perzisch-Russische oorlogen. 
Alleen het zuidelijk deel van de Arg is blijven staan. Het resterende bouwwerk is 28 meter hoog. De laatste restauratie van het bouwwerk werd uitgevoerd door de Iraanse Organisatie van cultureel erfgoed in 2013.